# Guerrilla Girls

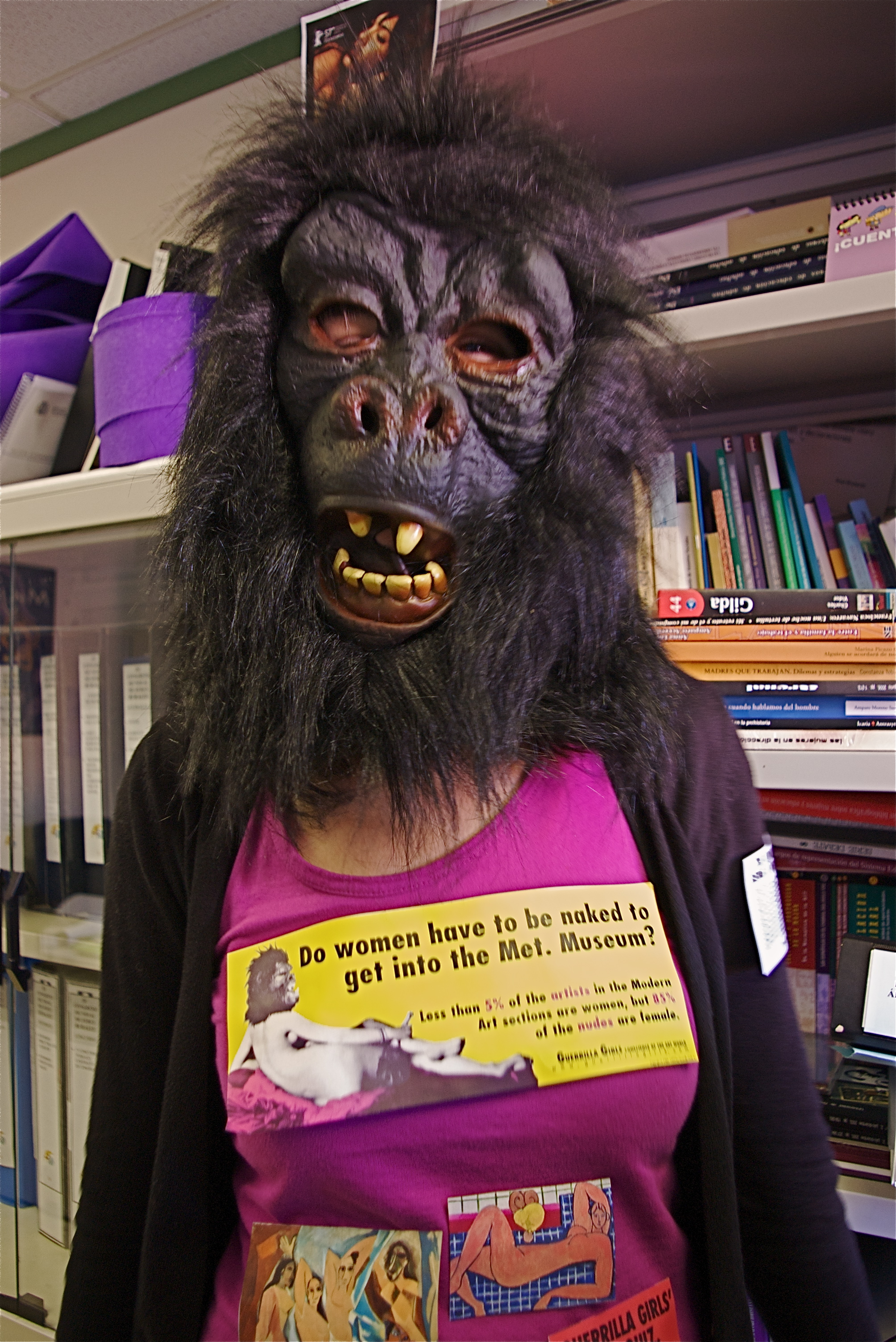
En av de anonyma medlemmarna i Guerrilla Girls.

Guerrilla Girls är en amerikansk grupp av kvinnliga konstnärer.
Guerilla Girls bildades 1985 av en grupp anonyma feministister som en protest mot konstutställningen "An International Survey of Recent Paintings and Scuplture" på Museum of Modern Art i New York. Konstnärerna reagerade mot att, av utställningens 169 konstnärer, endast 17 var kvinnor. Förutom kampen för kvinnliga konstnärer var gruppen också engagerad mot etnisk diskriminering i konstvärlden.
Medlemmarna tog namn av döda kvinnliga konstnärer och bar gorillamasker för att dölja sina identiteter och rikta fokus mot det politiska syftet. Guerrilla Girls bestod av närmare 100 kvinnor mellan 1985 och 2000 som bland annat tryckte upp affischer, utförde performanceuppträdanden, skrev böcker och startade projekt för att upplysa om och göra feminism till något modernt och tilltalande.
Efter 2000 splittrades gruppen i tre delar, men fortfarande under det gemensamma namnet Guerrilla Girls:
- Guerrilla Girls Inc. fortsatte att arbeta med satir, böcker och visuella medier med målet att göra feminism till något socialt accepterat i samhället. De turnerar fortfarande med projekt om film, populärkultur, politik och konst.

- Guerrilla Girls On Tour, Inc. är en turnerande teatergrupp grundad av tre av Guerrilla Girls tidigare medlemmar. Gruppen skriver pjäser och utför performancekonst som gestaltar kvinnors historiska situation och kamp. Man belyser särskilt skillnader för kvinnor av olika etnicitet.

- GuerrillaGirlsBroadBand, Inc. grundades av en av originalskaparna av Geurilla Girls och fyra andra medlemmar. Gruppen ägnar sig åt att organisera protester av olika slag och kämpar mot sexism, rasism och sociala orättvisor.